# Гаврилов, Владимир Николаевич (футболист)
Владимир Николаевич Гаврилов (укр. Володимир Миколайович Гаврилов; род. 16 июля 1960, Новошахтинск, Ростовская область) — советский и украинский футболист, вратарь, футбольный тренер. Мастер спорта СССР.

## Биография
Начал выступать на взрослом уровне в 1979 году в элистинском «Уралане», сыграл за команду более 90 матчей во второй лиге.
В 1984 году перешёл в донецкий «Шахтёр», но в основу не пробился и был сменщиком Валентина Елинскаса, а позднее — Сергея Золотницкого. За три сезона в команде выходил на поле только в трёх матчах высшей лиги. Дебютный матч сыграл 28 сентября 1984 года против тбилисского «Динамо», и пропустил в этой игре три гола от Рамаза Шенгелии. Также принял участие в двух матчах Кубка СССР и игре Кубка сезона 1986 года, где вышел на замену перед серией пенальти, но пропустил три из четырёх ударов киевлян и «Шахтёр» уступил.
В ходе сезона 1986 года перешёл в «Шахтёр» (Горловка). С 1987 года выступал за «Ростсельмаш», сыграл в его составе более 100 матчей в первой лиге. Последний сезон первенства СССР провёл в команде АПК (Азов). После распада СССР вернулся на Украину и в первом сезоне чемпионата страны играл в командах низших лиг.
В сезоне 1992/93 вернулся в донецкий «Шахтёр», но не стал игроком основного состава и за несколько лет сыграл только четыре матча в высшей лиге Украины. Большую часть времени выступал за дубль «Шахтёра» во второй лиге (в сезоне 1993/94 команда носила название «Металлург» Константиновка), часто исполнял пенальти. В матче Кубка Украины против «Авангарда» (Ровеньки) сделал хет-трик, реализовав три пенальти, его команда победила 5:3. Всего в кубковой кампании 1993/94 забил четыре гола и стал одним из лучших бомбардиров розыгрыша.
В конце карьеры провёл один сезон в составе донецкого «Металлурга», стал победителем первой лиги сезона 1996/97.
С 1998 года работает тренером. В сентябре 1998 года стал главным тренером донецкого «Металлурга» и возглавлял команду до начала зимнего перерыва. Затем много лет работал в разных клубах Украины тренером вратарей, тренером ДЮСШ, в «Волыни» возглавлял дублирующий состав.

## Личная жизнь
Увлекается рыбалкой. Женат. Сын Роман (род. 1983) тоже занимался футболом, играл на позиции вратаря за любительские коллективы, потом работал тренером в структуре «Шахтёра».